# Tatjana Dmitrijewna Panowa
Tatjana Dmitrijewna Panowa (russisch Татьяна Дмитриевна Панова; * 1949) ist eine sowjetisch-russische Mediävistin.

## Leben
Panowa studierte  an der Lomonossow-Universität Moskau (MGU) in der historischen Fakultät (IstFak).
Panowa wurde wissenschaftliche Mitarbeiterin des Staatlichen Museumsreservats „Moskauer Kreml“. Dort ist sie Leiterin der Archäologie-Abteilung.
Panowas Forschungsschwerpunkte sind das mittelalterliche Moskau, das mittelalterliche Russland und insbesondere die Gräberforschung. Sie nahm an Ausgrabungen im Moskauer Kreml teil. 1990 verteidigte Panowa an der MGU mit Erfolg ihre Dissertation über die städtischen Bestattungsriten im mittelalterlichen Russland des 11.–16. Jahrhunderts für die Promotion zur Kandidatin der Geschichtswissenschaften.
Panowa leitet das einzigartige Projekt für die Rekonstruktion der äußeren Gestalt und der Grabgewänder der russischen Zarinnen, die in der Christi-Himmelfahrt-Kathedrale des Christi-Himmelfahrt-Frauenklosters im Moskauer Kreml begraben worden waren und nach dem Abriss der Kathedrale und des Klosters 1929 in den unterirdischen Kammern der Erzengel-Michael-Kathedrale ruhen. Einer der Projektbeteiligten ist der Gesichtsrekonstruktionsexperte Sergei Nikitin. 2013 erschien ihr umfassendes Werk über die geschichtlichen und sozialen Strukturen des Moskauer Kremls von der Mitte des 12. bis zum 1. Drittel des 16. Jahrhunderts. Sie ist Doktorin der Geschichtswissenschaften.